# Науменки (Шишацкий район)
Науменки (укр. Науменки) — село,
Великобузовский сельский совет,
Шишацкий район,
Полтавская область,
Украина.
Код КОАТУУ — 5325780505. Население по переписи 2001 года составляло 83 человека.

## Географическое положение
Село Науменки находится в 1,5 км от правого берега реки Говтва,
выше по течению на расстоянии в 0,5 км расположено село Зелёное,
ниже по течению на расстоянии в 0,5 км расположено село Тищенки,
на противоположном берегу — село Шафрановка.
По селу протекает пересыхающий ручей с запрудой.